# 空中要塞グレイプニル
空中要塞グレイプニル（くうちゅうようさいグレイプニル、英: Gleipnir）は、バンダイナムコゲームスのPlayStation Portable用フライトシューティングゲーム『ACE COMBAT X Skies of Deception』に登場する架空の兵器。
レサス民主共和国が開発・建造した超大型戦略飛行艇で、その巨大な機体から「空中要塞（Airborne Fortress）」と呼ばれている。艦名は北欧神話に登場するグレイプニルに由来する。本稿では同iOS用『ACE COMBAT Xi Skies of Incursion』に登場するグレイプニルの試作機・ガンド（Gandr）も扱う。

## 概要
レサス民主共和国が開発・建造した超大型戦略飛行艇。レサス軍の最高司令官であるディエゴ・ギャスパー・ナバロが組織するレサス軍産複合体の広告塔的な機体でもあり、商品の一つとして量産化も計画されていた。光学迷彩、衝撃波弾道弾「SWBM」、衝撃波砲「ショックカノン」など数々の新技術が投じられた機体で、その技術はレサスが開発した次世代攻撃機「フェンリア」の開発にも応用された。なお、試作機としてほぼ同様の機体構造を持つガンドが存在している。

## 特徴
多数のエンジンを一体化した高翼配置の巨大な主翼と水平尾翼上に4枚の垂直尾翼を持つ漆黒の機体で、衝撃波弾道弾「SWBM」による遠距離空域制圧や、衝撃波砲「ショックカノン」による広域対地爆撃能力を有する他、光学迷彩システムを始めとしたステルス能力によってレーダーによる探知や、目視での視認も困難という高度な隠密性を持つ。巨大な機体の全体が迷彩機構で覆われており、コックピットも外観からは確認出来ない。乗員数は千数百名以上である。
武装面ではSWBMやショックカノンといった特殊兵装の他に、機体各所に短射程SAMや機銃を装備。機動性に関しては大質量故に鈍重だが飛行安定性には優れており、超大型機にもかかわらず短時間であれば45度近い高迎角での飛行や背面飛行すら可能となっている。しかし、これらはあくまでも可能であるというだけで、実際にそういった機動をする事は想定されていない。グレイプニルの着陸に耐え得る滑走路は限られているため、開発初期の設計段階から大型河川や洋上に着水可能な飛行艇としての能力を持たされている。

## 特殊兵装
グレイプニルは以下の3つの兵装を備えるが、試作機のガンドはSWBMのみを備える。
光学迷彩（Optical Camouflage）
アクティブ式の再帰性投影技術の相対カメラ式を採用しており、機体表面を完全に覆った大量の映像表示素子にCCD等の受光素子から送られる背景映像を映し出す事で機体を背景と同化させ、視認を困難にする光学的なカモフラージュ機構が搭載されている。本来は複数の角度から同時に目視されると見破られてしまうという欠点があるが、グレイプニルに搭載されているシステムでは表示素子表面を視認される角度によって映像が変わるプリズム結晶化セラミック製偏向レンズで覆うことでその欠点に対処している。このシステムは単純な原理ゆえに非常に高いカモフラージュ効果を発揮し、巨大な機体であるにもかかわらず高度な隠密性を有している。一方で、デメリットとしてはシステム稼動の為の莫大な電力をまかなう発電機構や機体全体を覆う光学素子、システム全体の巨大さから来る機体重量の増加や、戦闘による故障や欠損に対する信頼性の低さが挙げられる。
衝撃波弾道弾（Shock Wave Ballistic Missile, SWBM）
特殊な燃料気化爆弾を弾頭とする弾道ミサイル。弾頭として搭載されている燃料気化爆弾は大気を瞬間的に熱膨張させ広範囲にわたり航空機をその圧力で粉砕することを可能にしている。
空域制圧を目的に開発されたため、燃料が水平方向に広く拡散する様に指向性を持たせてあり、水平方向に対して数十キロほどの範囲に強力な衝撃波を発生させる。大気の湿度と密度が低い上空に対しても強い衝撃波が発生するが、下方に対しては逆に弱まり地表付近では威力が大きく減退する。このため地上の車両や施設、水上の艦船、極低空を飛行する航空機には効果が低いという欠点がある。また山間部や渓谷等、燃料や衝撃波の拡散に対する障害物が多い環境下でもその威力が制限される場合がある。グレイプニル背面に備わるサイロから発射されたSWBMは数十秒～数分の飛翔の後に指定した座標と高度で炸裂する。巡航能力を持たせたことやサイロでの発射による熱や衝撃に耐えるように設計されているため、爆発の熱量そのものは抑えられている。
ショックカノン（Shock Cannon）
SWBMと同様、燃料気化爆弾の原理を用いたグレイプニルの特殊兵装。グレイプニル腹部の円盤状の部分より指向性を付けて噴霧された燃料に円盤中心部に備えられた中間子ビーム砲で着火し、SWBMと同様の強力な衝撃波を真下に叩きつけることによって、下方にいる目標を破壊する。
SWBMと比較して効果範囲では劣るが、SWBMの効果が薄い地表に攻撃できる点、噴霧する燃料の種類や混合比を作戦に応じて変更する事が可能である点や、ある程度攻撃対象をピンポイントに絞れる点では優れている。着火に使用される中間子ビーム砲はあくまでも着火用でしかなく、それ自体を兵器として使用できる程の出力はないが、それでも中間子ビームを生成する粒子加速器が莫大な電力を消費してしまうため、発射時には光学迷彩を一時的に解除する必要がある。またグレイプニル腹部に備わるという構造から、自身より高度が低い目標にしか攻撃できない。一応背面飛行を行うことで上空の敵機も攻撃できるが、その際に乗組員が「機体がバラバラになる」とも言っているため、本来は想定されていない運用法と思われる。

## 戦歴
ガンド
オーレリア戦争の緒戦でレサス軍は勝利を重ねており、オーレリア領の60％以上を瞬く間に制圧していたが、オーレリア空軍のファルコ隊によっていくつかの敗北も喫していた。グリスウォールは持ちこたえており、パターソン港から出港した無傷のオーレリア軍艦隊はレサス海軍機動部隊の包囲網を突破しグリスウォールに向けて北上していた。これを受けてレサス空軍の上層部は開発部門の反対を押し切り、完成間近だったガンドの投入を決定した。北上するオーレリア軍艦隊に対し、ガンドはSWBMを発射して水上で炸裂させ艦隊を壊滅に追い込んだ。しかし航空戦力の撃破はできず、艦隊を護衛していたファルコ隊と交戦状態に突入した。ガンドはSu-37戦闘機からなるキマイラ隊の護衛を伴っていたものの、ファルコ隊の攻撃を受けて撃墜された。結果的にガンドは失われたものの、オーレリア軍艦隊を撃滅しグリスウォールへの救援を断ったことの戦果は大きく、続くグレイプニルの投入によってグリスウォールは開城し、開戦から10日でレサス軍はオーレリア領の95％を占領することに成功する。
グレイプニル
レサス軍将兵にオーレリアへの侵攻が通達される一週間前にナバロ司令官の采配でフランク・バーリントンが艦長となった。
グレイプニルはガンドが撃沈されてから程なくして実戦投入された。SWBMによる圧倒的な制圧能力と姿無きグレイプニルのプレッシャーはオーレリア軍の戦意を喪失させるに十分で、緒戦でのレサス軍の快進撃の原動力となった。グリスウォールはグレイプニルの存在によって無血開城を余儀なくされた。
レサス軍によるオーレリア侵攻開始から10日が経過し、オーレリア領の95％を占領下に置いたレサス軍は、その仕上げとしてオーレリア西南部に唯一残ったオーレリア軍のオーブリー空軍基地への空爆支援にグレイプニルを投入した。辺境の基地の制圧作戦に投入する戦力としては明らかに過剰ではあったが、これには重要な広告塔であるグレイプニルの活躍を望んでいたレサス軍上層部の意向があったと見られている。空爆作戦は基地所属の航空隊により阻止されたものの、グレイプニルが発射したSWBMにより敵航空隊に大きな損害を与えることに成功した。しかし、偶然にも一部のオーレリア軍機がSWBMによる撃墜を免れ、一定高度以下を飛行する航空機や地上目標に対しては効果が低いというSWBMの欠点がオーレリア軍に露呈した。
空爆作戦の終了後、グレイプニルはオーレリア南端に構築した補給拠点の一つ、ターミナス島に後退した。オーレリア中南部の渓谷地帯スタンド・キャニオンで立ち往生していた敵地上部隊に対して、弾道弾による長距離攻撃を行った。オーレリア軍は反攻作戦を実施した。グレイプニルはオーレリア軍に存在を知られていなかったショックカノンを使用して大打撃を与えるが、損傷を受けて長距離攻撃を中止せざるを得なくなり、オーレリア南部の要衝サンタエルバまで後退した。
行き過ぎた快進撃はレサス軍に油断を生み、再編されたオーレリア軍に各地の戦闘で敗北を重ねた。グレイプニルも後退を続け、オーブリー基地での戦闘以降はSWBMの解析も進み、その威光も陰りを見せていた。勢いを増すオーレリア軍はサンタエルバへと進攻を開始した。グレイプニルは致命的な損傷を受け、街中央を流れるレナル河に墜落し、付近一帯に響き渡る大爆発を起こして爆沈した。グレイプニル墜落によるサンタエルバの被害は河川に墜落した事で奇跡的に極めて軽微であったが、一方のグレイプニルでは千数百名に及ぶほとんどの搭乗員が戦死し、レナル河には折れたグレイプニルの主翼が墓標の如く残された。

## 参考資料
- 『ACE COMBAT X Skies of Deception』　バンダイナムコゲームス、2006年。
- 『ACE COMBAT Xi Skies of Incursion』　バンダイナムコゲームス、2009年。
- 「ACE COMBAT X - ワールド - 空中要塞」　バンダイナムコゲームス、2006年11月10日
- 「ACE COMBAT X - ワールド - ワールドニュース - A Review of the Aurelian War vol.1」　バンダイナムコゲームス、2006年11月10日
- 「ACE COMBAT X - ワールド - ワールドニュース - レサス軍機密文書」　バンダイナムコゲームス、2006年11月10日
- 「ACE COMBAT X - ワールド - ワールドニュース - レサスの軍人たち」　バンダイナムコゲームス、2006年11月10日
- 「ACE COMBAT X - ワールド - 用語解説 - SWBM」　バンダイナムコゲームス、2006年11月10日
- 「ACE COMBAT X - ワールド - 用語解説 - 光学迷彩」　バンダイナムコゲームス、2006年11月10日
- 「ACE COMBAT X - ワールド - 用語解説 - ショックカノン」　バンダイナムコゲームス、2006年11月10日